# Ольгинская больница (Москва)
Ольгинская больница – детская больница Святой Ольги, открытая в Москве в 1886 году. Адрес — Орлово-Давыдовский пер., д. 2А.

Детская больница во имя святой Ольги была построена в 1886 году. Архитектор – К. М. Быковский, ему помогали педиатр К. А. Райхфус, основатель детской больницы в Санкт-Петербурге, и невролог П. А. Вульфиус, главный врач московской детской больницы Святого Владимира.

## История основания
Граф С. В. Орлов-Давыдов основал больницу Святой княгини Ольги в память о своей матери — Ольги Ивановны Орловой-Давыдовой (урожденной Барятинской).
Воспоминания современников:
«Майским днем 1885 года на участке земли, принадлежавшей Императорскому Человеколюбивому обществу, состоялась закладка большого каменного здания больницы. Сюда принесли особо чтимые московские иконы Иверской Божией матери, Спасителя, а также мощи Святого Великомученика и целителя Пантелеимона. Из Троицкого храма прибыл крестный ход с образом Живоначальной Троицы и хоругвями.»
На церемонии открытия присутствовали родственники графа Орлова-Давыдова, священнослужители, московский генерал-губернатор В. А. Долгоруков и другие важные гости.
С. В. Орлов-Давыдов не только пожертвовал деньги на строительство и обустройство больницы, но и дальше продолжал выделять средства на её содержание.

## Архитектура
Больница была построена по последнему слову градостроительства. В здании больницы работал водопровод, местная система канализации с фильтрами, хорошая вентиляция и отопление.
Главный корпус был каменным и имел два этажа. Красный кирпичный фасад был украшен белым декором. Корпуса выделялись резким контрастом красного кирпича и белых декоративных деталей. До наших дней дошли небольшие фрагменты мозаик с изображениями Пантелеймона Целителя и Святой Ольги.

## Описание больницы
Ольгинская больница занимала большой участок земли, выходивший на 1-ю Мещанскую улицу (сейчас Проспект Мира). Больница даже держала своих коров, чтобы обеспечить детей свежим молоком. Отделений  было три: терапевтическое, хирургическое и амбулаторное. Дети получали бесплатные завтраки и лекарства.
В главном больничном корпусе имелись операционная, амбулаторное отделение, аптека, кухня, прачечная, часовня, контора, исследовательская лаборатория, квартиры главного врача и ординаторов больницы, помещения для больничной прислуги. 
Два раза в день детям давали молоко с белыми сухарями или домашним печеньем. Это кроме трёхразового обязательного питания. Все, обратившиеся амбулаторно, получали бесплатные лекарства. При амбулатории содержалось четыре палаты с отдельным входом и общей ванной. Это отделение планировалось на 80—100 человек, но бывало, что принимали до 200 человек в день. Главными врачами больницы работали известные педиатры: В. Е. Чернов (1886—1889) и Л. П. Александров (1889—1927).

## После революции
После революции в здании Ольгинской больницы работала 1-я туберкулезная больница для детей.
В 1957 году напротив главного входа в больницу был построен высокий корпус с выходом на Проспект Мира. До 1970 года здание занимала клиническая база Центрального института усовершенствования врачей.
Позднее психоневрологический диспансер № 5 разместил здесь дневной стационар,в котором работали мастерские и творческие кружки для больных. Он функционировал вплоть до 2012 года. В 2012 году дневной диспансер был закрыт. Благодаря оперативной работе Архнадзора здания больницы удалось спасти от сноса.